# Yonaguni (wyspa)
Yonaguni (jap. 与那国島 Yonaguni-jima) – jedna z wysp niewielkiego archipelagu Yaeyama, należącego do łańcucha wysp Riukiu, w prefekturze Okinawa, najdalej na zachód wysunięta terytorialnie, zamieszkana wyspa Japonii, leżąca ok. 100 km od wschodniego wybrzeża Tajwanu, pomiędzy Morzem Wschodniochińskim a właściwym Oceanem Spokojnym.

## Opis
Wyspa ma kształt zgniecionego sześciokąta. Ze wschodu na zachód ma około 12 km, a z północy na południe około 4 km. Została utworzona nie przez rafy koralowe, ale skały. Jest więc górzysta. Na wyspie jest kilka plaż, ale piasek nie jest tak biały, jak na innych wyspach archipelagu Yaeyama.

## Klimat
Klimat, według Köppena i Geigera, jest klasyfikowany jako Cfa: wilgotny, subtropikalny, łagodny, bez pory suchej i z gorącym latem. Średnia roczna temperatura wynosi 23,4°C. Średnie opady roczne to 2409 mm. Najsuchszy jest lipiec (133 mm) i jest to najcieplejszy miesiąc w roku (28,6°C), największe opady we wrześniu (263 mm). Najniższa średnia temperatura przypada na styczeń (17,7°C).

## Zwierzęta
Na wyspie występuje szczególna rasa niewielkich, ale silnych koni o nazwie yonaguni-uma, uznana za gatunek chroniony. Jest tu także kilka innych chronionych gatunków, w tym japoński gołąb czarny (jap. yonaguni-karasubato, łac. Columba janthina) i największy w Japonii gatunek ćmy o nazwie pawica atlas (jap. yonaguni-san, łac. Attacus atlas ryukyuensis). 
Wyspa jest bogatym naturalnym środowiskiem. Jedną z głównych atrakcji wyspy jest otaczające ją morze, bezpośrednio na drodze ciepłego prądu morskiego Kuro-shio. Występują tu m.in.: młotowate, marliny i żabnicokształtne.
W wodach wokół wyspy żyje stożek geograficzny (jap. anboina-gai, łac. Conus geographus). Jest to gatunek ślimaka z rodziny stożków. Niewielka, kolorowa muszla kryje drapieżnika unieruchamiającego swoje ofiary silnym jadem. Jest on niebezpieczny także dla człowieka.

## Rośliny
Na skałach wyspy Yonaguni rośnie dziko i jest też uprawiana ekologicznie „roślina, zioło długowieczności”, po japońsku chōmeisō lub lokalnie na wyspie sakuna (łac. Peucedanum japonicum). Sporządza się z niej sok w proszku (yonaguni-aojiru) zawierający m.in. korzystne dla zdrowia polifenole. Uważa się, że ma ona więcej zalet, niż znana z innych regionów Japonii ashitaba (pol. „liście jutra”, łac. Angelica keiskei), zwana „królem zielonych warzyw”.
Popularna staje się uprawa kolendry o lokalnej nazwie kushiti (cilantro), która – jak wierzą mieszkańcy – dzięki bryzie morskiej prądu Kuro-shio ma rzekomo wyjątkowy smak. Władze miasteczka Yonaguni, chcąc szerzej rozpropagować produkcję swojej wyspy, ustanowiły w 2017 roku „Dzień Kushiti” w drugą niedzielę grudnia.

## Tajemnicza budowla
W odległości ok. 100 m od południowego wybrzeża wyspy, naprzeciw miejsca o nazwie Arakawa-bana, znajduje się pod wodą tajemnicza budowla, która – jak uważają niektórzy naukowcy – jest pozostałością po starożytnej cywilizacji. Do dyspozycji turystów jest pływająca częściowo w zanurzeniu łódź o nazwie "Jack Dolphin", dzięki której można obejrzeć tę budowlę na własne oczy. Ze względu na silne prądy nie zaleca się początkującym nurkowania w tym miejscu.

## Galeria

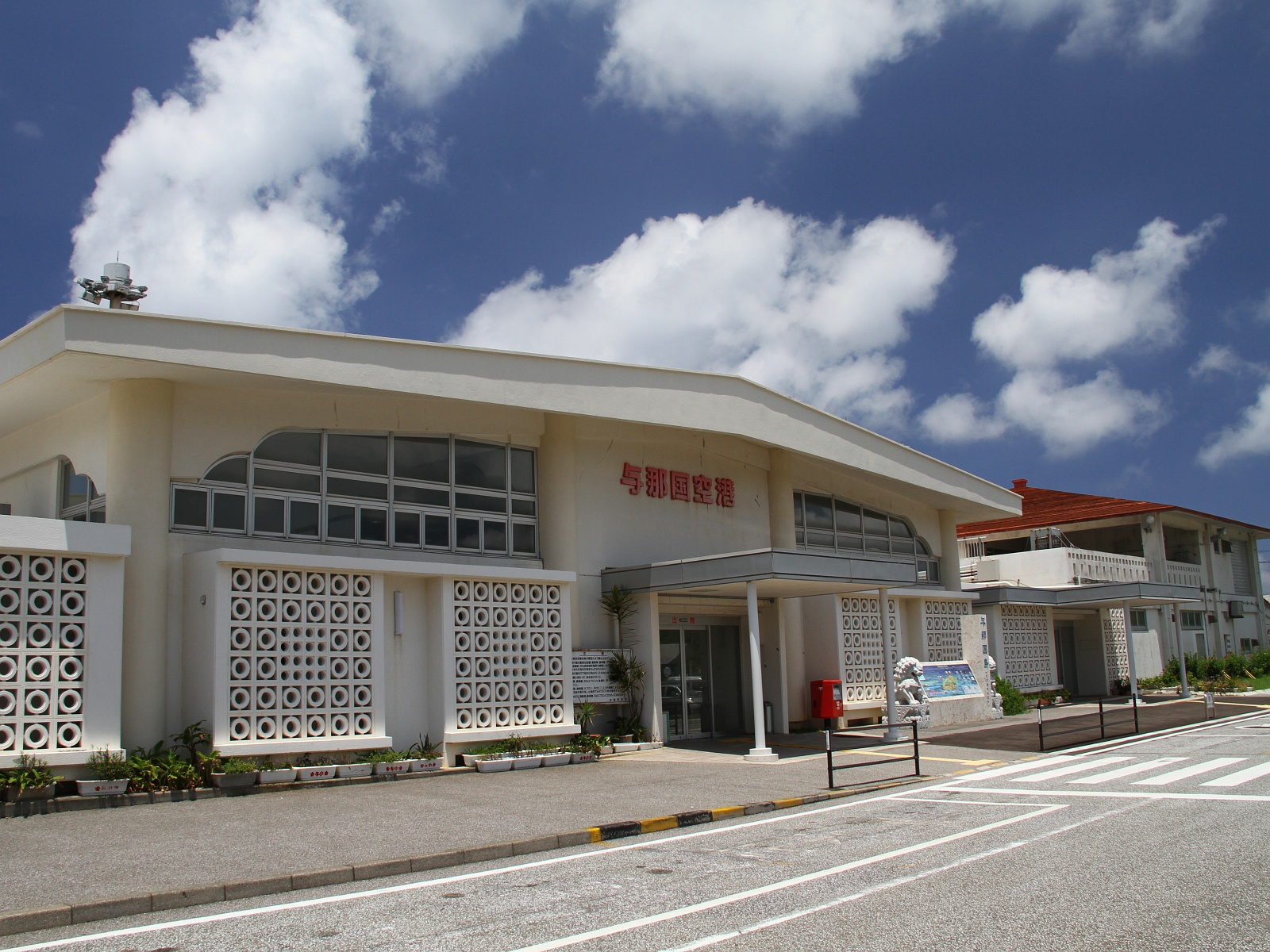
Terminal lotniska Yonaguni
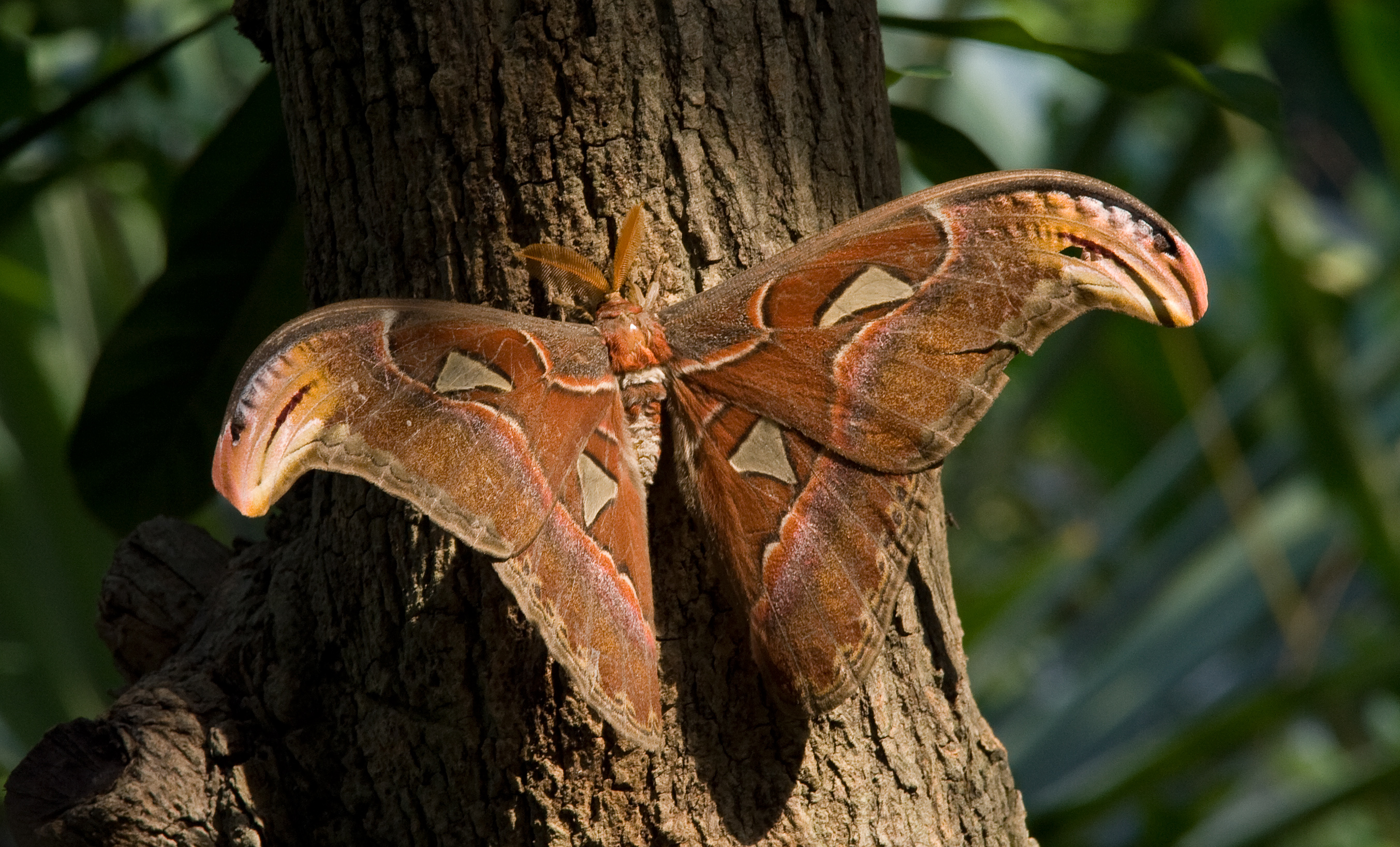
Attacus atlas
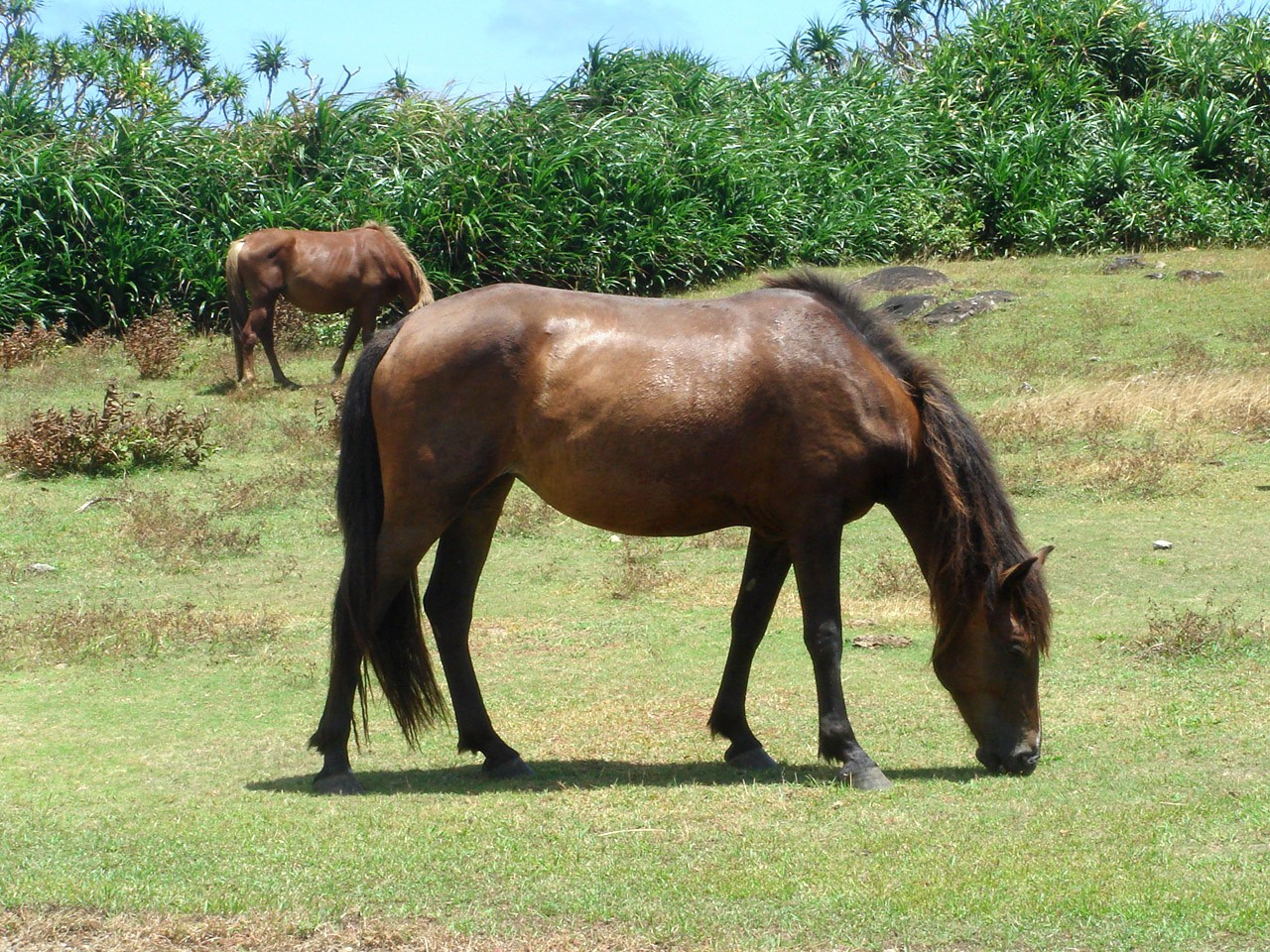
Yonaguni-uma
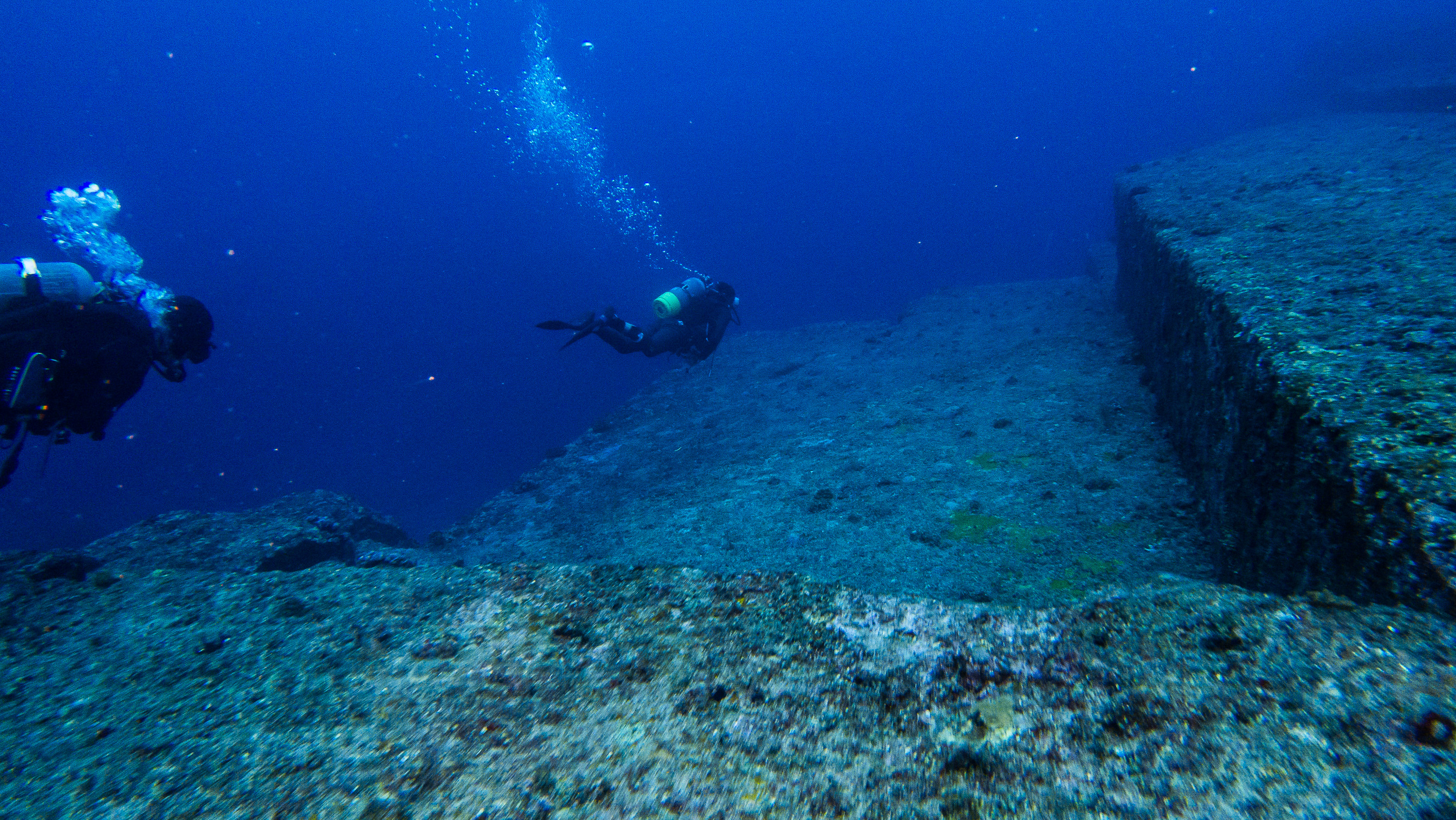
Monumenty Yonaguni
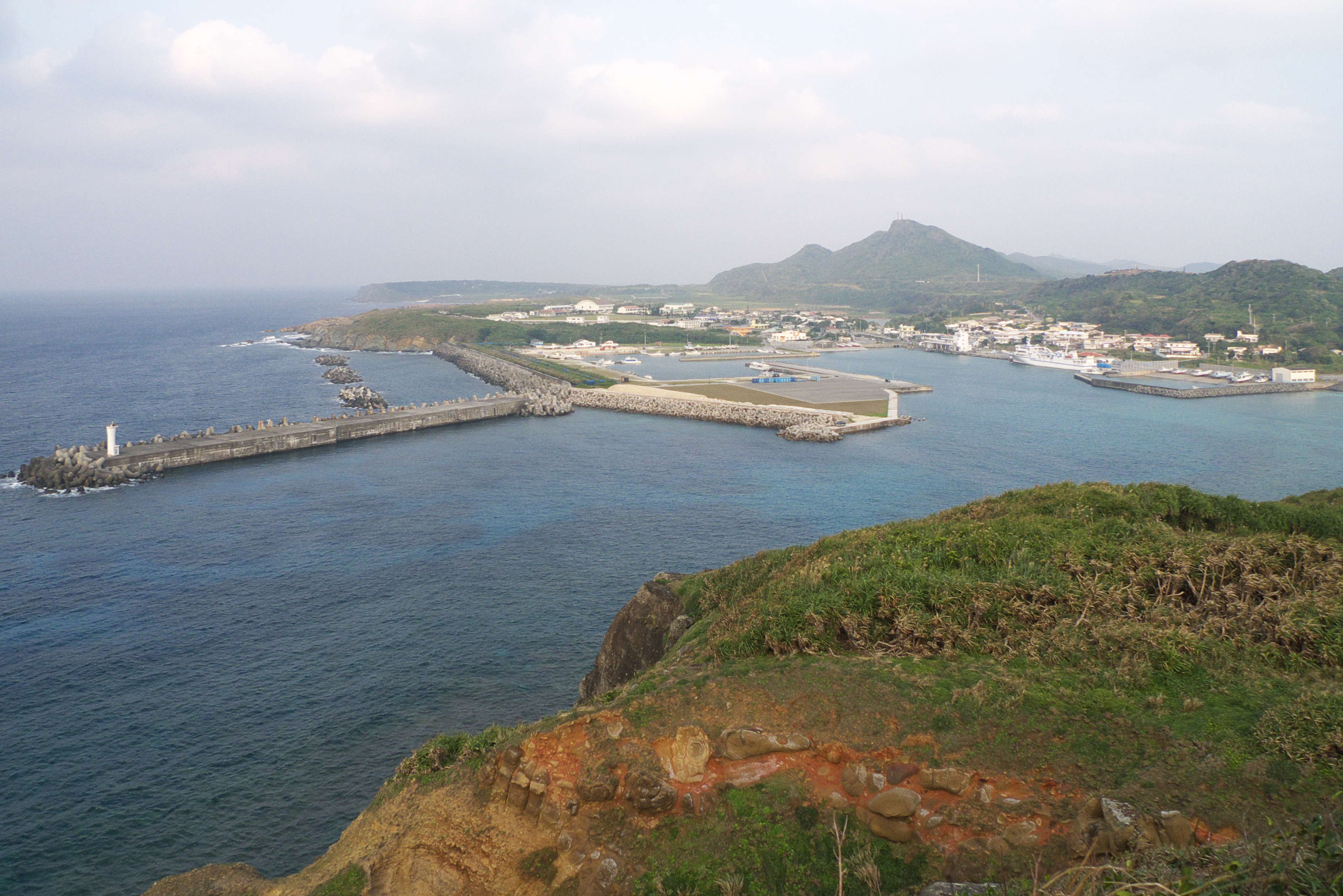
Port Kubura widziany z przylądka Iri-zaki (zachodni kraniec wyspy)
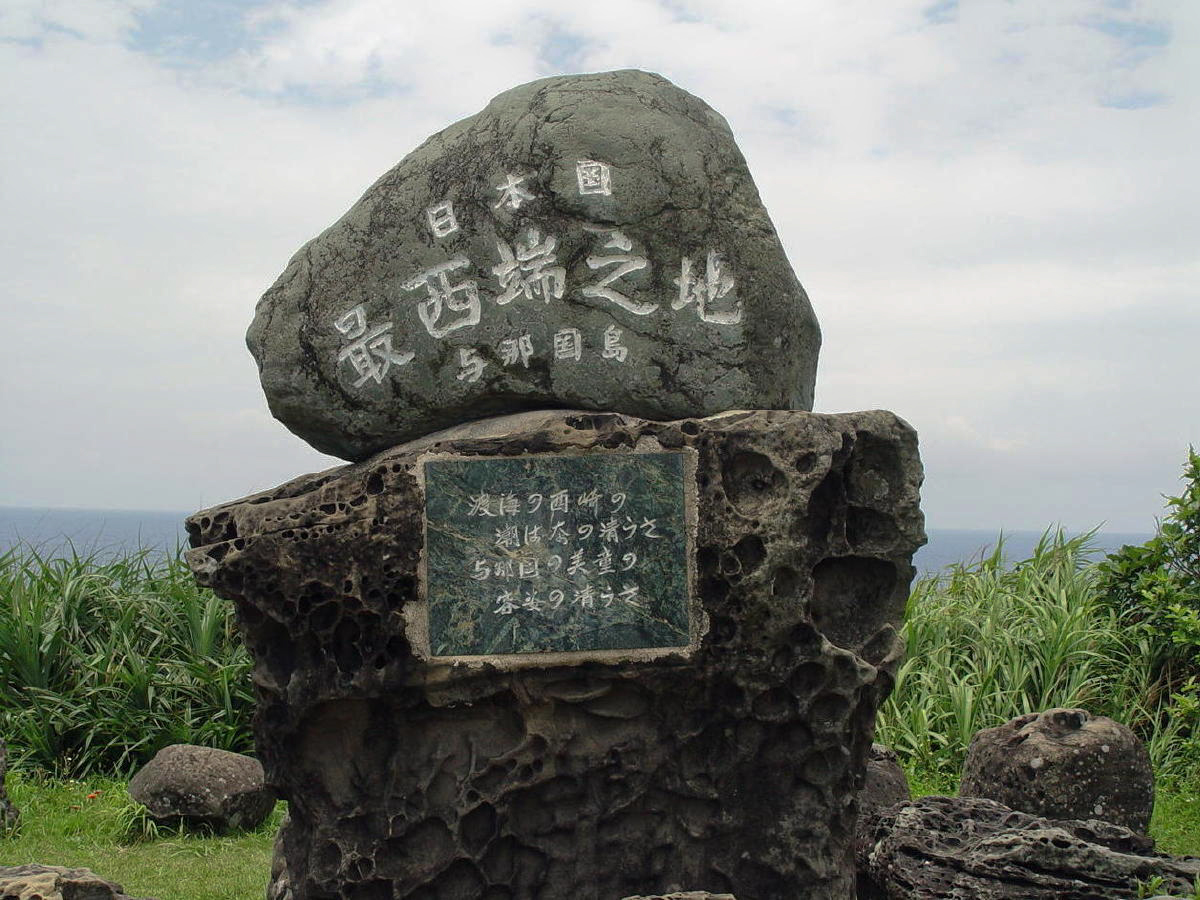
Kamień wyznaczający najdalej wysunięty na zachód punkt terytorium Japonii
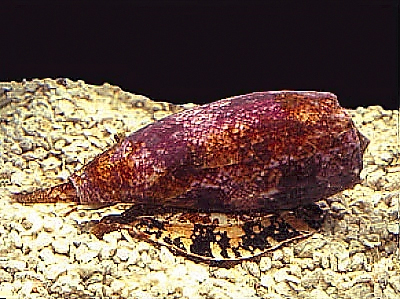
Stożek geograficzny
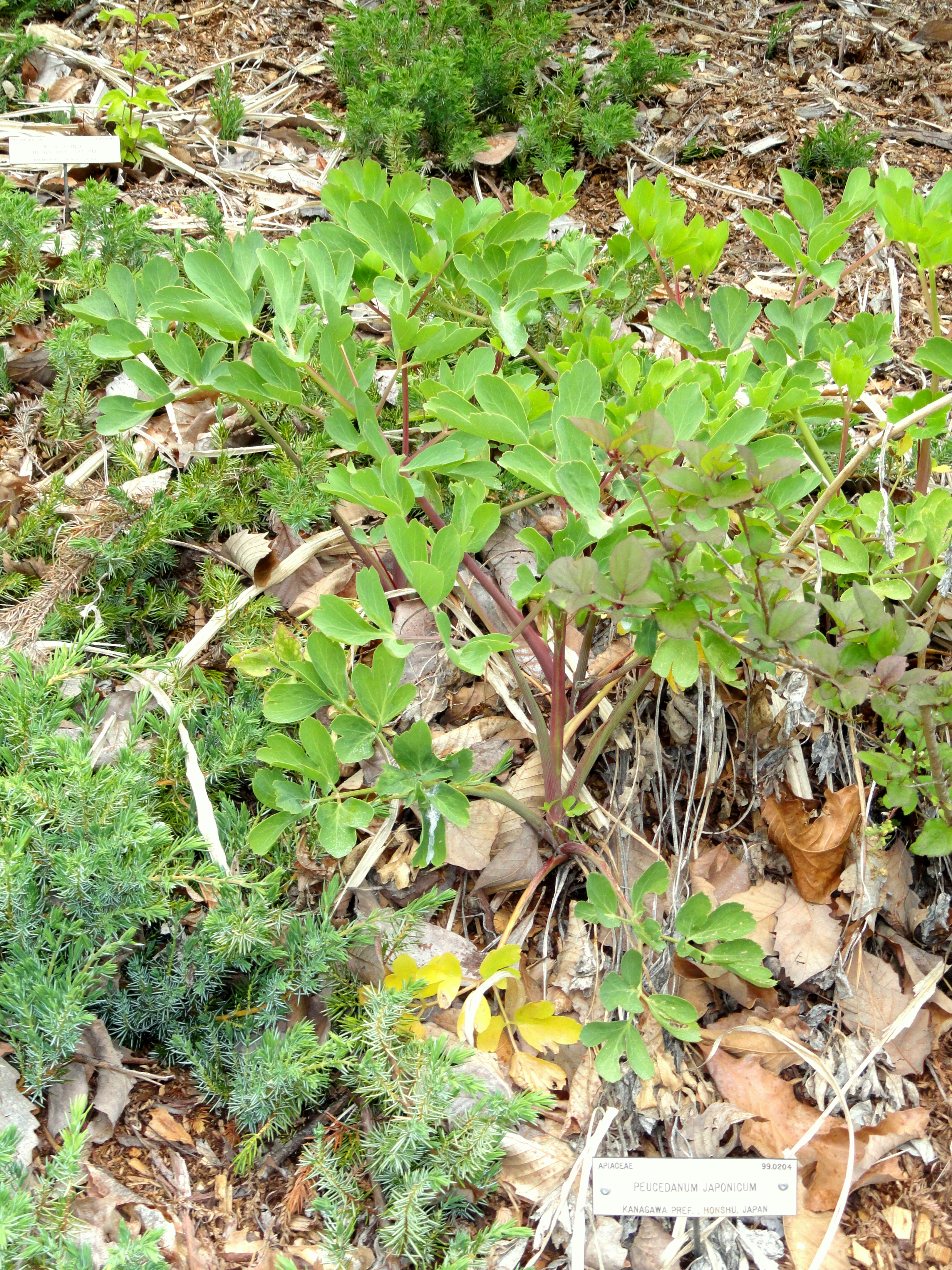
Peucedanum japonicum